# Nanning
Nanning  (kineski: 南宁)  između 1913. – 1945. Yongning,  je administrativni centar kineske Autonomne regije Guangxi Zhuang od 2 167 000 stanovnika (prema procjeni iz 2007.).

## Zemljopisne karakteristike
Nanning leži na jugu regije Guangxi, uz sjeverne obale rijeke - Yong, velike pritoke Zapadne rijeke pa je grad od pamtivijeka velika riječna luka.

## Vanjske poveznice
- Nanning na portalu Encyclopædia Britannica (engl.)
- Službene stranice grada  Arhivirana inačica izvorne stranice od 28. siječnja 2013. (Wayback Machine)